# Otakar Hořínek
Otakar „Otto” Hořínek (ur. 12 maja 1929 w Prościejowie, zm. 8 czerwca 2015 tamże) – czechosłowacki strzelec sportowy, medalista olimpijski.
Specjalizował się w strzelaniu z karabinu małokalibrowego. Brał udział w igrzyskach w 1956 i 1960 roku, startując łącznie w 4 konkurencjach. W Melbourne wywalczył srebrny medal olimpijski w trzech postawach z 50 m, choć miał taki sam wynik jak mistrz, Anatolij Bogdanow. Czechosłowak miał jednak gorszy wynik w pozycji leżącej, przez co przegrał tytuł mistrza olimpijskiego. Razem z Bogdanowem ustanowił jednak rekord olimpijski (1172 punkty). Bliski medalu był także w strzelaniu w pozycji leżąc z 50 metrów, w której zdobył 598 punktów i zajął czwarte miejsce. W Rzymie nie poszło mu już tak dobrze (zajmował odpowiednio: 10. i 28. miejsca).
Oprócz tego, zdobył jeszcze indywidualnie jeden medal imprezy rangi kontynentalnej. W strzelaniu leżącym był wicemistrzem Europy w 1959 roku. W drużynie osiągnął jeden duży sukces: na mistrzostwach świata w 1958 zdobył wraz z kolegami brąz w strzelaniu w pozycji klęczącej z 50 m.